# ゾイド オルタナティブ
『ゾイド オルタナティブ』（ZOIDS ALTERNATIVE）は、タカラトミーから発売（開発は翔泳社）されたXbox 360用シミュレーションロールプレイング。ゾイドシリーズのコンピュータゲーム作品の一つ。

## 概要
全5種類のゾイド、60種類以上の追加武装（マシンガン、ライフル、キャノン砲など実弾兵器中心）と53種類のパイロットスキルを用いて戦う戦略シミュレーションゲーム。
企画はタカラトミーの中瀬崇嗣によって行われた。
敵を集中攻撃可能な「援護システム」があり、一度に複数の敵を攻撃可能な「EMPシステム」というものもある。
設定・演出面ではゾイドが明確に「兵器」として位置づけられている。そのため、牙や爪で引き裂く、角で突く、噛み付くなどゾイド特有の肉弾戦を行うことはできない(ただし接近戦についてはハンマーのような殴打兵器やパイルバンカーなどの独立した装備を使用する)。
ストーリーはヘリック共和国陣営に属するマロール共和国とガイロス帝国陣営に属するジャミル民国の対立を軸に展開する。プレイヤーはマロール共和国の特殊部隊「カタナ」を支援する「メイス」部隊のゾイド5機を指揮し、様々なミッション（全14面）をクリアしていく。
ヘリック共和国およびガイロス帝国の名が出るが、ゲームのストーリーはゾイドバトルストーリーの設定とはまったく無関係。一種のパラレルワールドとも言える。
なお、本作で登場するパスワードは、携帯コンテンツ「ゾイドタクティクス NEO」で使用できる。

## 登場ゾイド
C-WOLF
ヘリック共和国で開発された中型ゾイド。世代的には2.5世代に属する。特に突出した性能は無いが、汎用性と低コストを両立させた名機である。
D-BISON
マロール共和国陸軍第3世代ゾイド。遠距離砲撃による後方支援を想定し、重火力を搭載したゾイド。
R-HORN
ジャミル民国陸軍第3世代ゾイド。D-BISONに対抗するために開発された。火力を重視したD-BISONの設計コンセプトに対し、R-HORNは防御面を重視。
S-TIGER
ジャミル民国陸軍第3世代ゾイド。ガイロス帝国から供給されたゾイドだが、技術力の低さとコスト軽減の理由から、オリジナルの機体より性能が劣る。
S-LIGER
マロール共和国陸軍第3世代ゾイド。C-WOLFの後継機として開発された。汎用性が高く様々なバリエーションが存在する。
なお、ゾイドではないがジャミル民国が保有する巨大陽電子圧縮榴弾砲は「デスザウラー砲」と呼ばれている。

## 国家
マロール共和国
共和制の民主主義国家。ヘリック共和国の陣営に属する。
ジャミル民国
政党による一党独裁国家が100年近く続く社会主義国家。ガイロス帝国の陣営に属する。